# Владимир Квачков
Владимир Василевич Квачков (на руски: Владимир Васильевич Квачков) е съветски и руски военен и обществен деец. Полковник от ГРУ към Генералния щаб на руската армия.
През 2005 година е арестуван по обвинение за покушение на бившия ръководител на енергийното дружество „ЕЕС Росия“ - Анатолий Чубайс. На 22 декември 2010 година Върховния съд на Руската федерация потвърждава оправдателната присъда. Ден по-късно, на 23 декември, Квачков е арестуван отново, този път по обвинение за опит да организира въоръжено въстание и за вербуване на участници в него. На 8 февруари 2013 година Московския градски съд признава Квачков за виновен и го осъжда на 13 години затвор.

## Биография
Владимир Квачков е роден на 5 август 1948 година в Краскино, Хасански район, Приморски край.

### Военна кариера
През 1959 година Квачков постъпва в Далекоизточното Суворовско училище, което завършва със златен медал. След завършването си постъпва в Разузнавателния факултет на Киевското висше общовойсково командно училище и завършва със златен медал. От 1969 година служи във във 2-ра бригада със специално предназначение на ГРУ в град Псков. В периода от 1978 до 1981 година следва във Военна академия „Михаил Фрунзе“. През 1981 година постъпва в разузнавателния отдел на Ленинградски военен окръг. Служи в групата на съветските войски в Германия (GSVG) и Забайкалски военен окръг. Участва във военните конфликти в Афганистан (1983), Азербайджан (1990) и Таджикистан (1992). В периода от 1986 до 1989 година е началник на щаба на бригадата в ГСВГ, от 1989 година е командир на 15-а отделна бригада със специално предназначение на ГРУ в Туркестански военен окръг. През март 1992 година предприема специалната задача за премахване от Казахстан на руските тактически ядрени оръжия.
През 1992 година участва във филма Черна акула, в ролята на командир на бригада в ГРУ.
От 1994 година работи в Главната дирекция по разузнаване. От 1999 година е научен сътрудник към Центъра за военни и стратегически изследвания на Генералния щаб. Участва в работна група на Министерството на отбраната на Беларус и Русия относно хармонизирането на законодателството в областта на отбраната.

### Политическа дейност
Като обществен деец, Владимир Квачков определя себе си като националист:
| „ | „Да, аз съм руски, християнски националист. Аз съм привърженик на Руската православна държава.“ | “ |

През 2005 година Квачков се кандидатира за депутат в Държавната дума, но не успява да влезе.
През февруари 2009 година създава организация - Народно опълчение „Минин и Пожарски“, която не получава регистрация.
Квачков прави опит да се кандидатира за изборите на 11 октомври 2009 година от 6-и Източен административен окръг на град Москва, но получава отказ за регистрация.

## Публикации
- В. В. Квачков, Опасен верностью России, М: Алгоритм, 2006. – 64 с. ISBN 5-9265-0231-4.
- В. В. Квачков, Спецназ России, М.: Русская Панорама, 2007. ISBN 978-5-93165-186-6.
- В. В. Квачков, О военной доктрине и Русской армии, Народный протест, 2008. ISBN 5-9265-0231-4.
- В. В. Квачков, Главная специальная операция впереди, Челябинск: Танкоград, 2010. ISBN 978-5-85070-161-0.

## Отличия и награди

### СССР
- Орден Червена звезда
- Медал „Ветеран от въоръжените сили на СССР“
- Юбилеен медал „50 години Въоръжени сили на СССР“
- Юбилеен медал „60 години Въоръжени сили на СССР“
- Юбилеен медал „70 години Въоръжени сили на СССР“
- Медал „За безупречна служба“

### Русия
- Орден за Мъжество
- Юбилеен медал „300 години руски флот“